# Deepside Deejays
I Deepside Deejays sono un gruppo di disc jockey romeni.

## Biografia
I Deepside Deejays sono 3 dj provenienti tutti dalla Romania: Vibearena, Victor de la Pena e Dave Pryce. Il progetto iniziò dal desiderio di portare nuovi suoni alla scena House europea ed internazionale. Sono famosi per aver creato insieme a David Deejay ed Inna il cosiddetto "Popcorn Style", stile che si è presto espanso grazie soprattutto a Inna e ai Play & Win. Il loro primo singolo, "Beautiful Days", è uscito nel 2008 e riscosse un grande successo in Europa e nel mondo, in paesi come l'India, Dubai, Egitto e Marocco. Un altro brano famoso dei Deep è uscito nel 2011 con il nome di "Never Be Alone". È stata anche n°1 nelle classifiche di Polonia, Marocco, India, Grecia, Cipro, Romania, Malta ed entrando nella top ten in Svezia, Norvegia e nei paesi scandinavi e nella top 20 in Francia e Germania. Nell'ottobre 2012 esce il loro ultimo singolo, "Look Into My Eyes".